# Clinia di Taranto
Clinia di Taranto (in greco antico: Kλενίαs?; Taranto, ... – ...; fl. IV secolo a.C.) è stato un filosofo greco antico della scuola pitagorica.

## Biografia
Clinia era originario di Taranto ed insieme a Filolao insegnò la dottrina pitagorica a Eraclea. Fu contemporaneo ed amico di Platone. Insieme ad Amicla di Eraclea evitò che Platone bruciasse degli scritti di Democrito.
Sotto il suo nome ci sono giunti frammenti degli scritti Sulla pietà e Sui numeri.
Clinia viene spesso assunto ad esempio della cordiale amicizia che regnava tra i pitagorici; si racconta che udito che Prore da Cirene fosse in miseria, andò lui stesso in Africa con larga somma a soccorrerlo, benché non lo conoscesse. Si racconta che per placare la sua rabbia suonasse l'arpa.